# Nervsotmossa
Nervsotmossa (Andreaea rothii) är en bladmossart som beskrevs av Georg Heinrich Weber och Daniel Matthias Heinrich Mohr 1807. Nervsotmossa ingår i släktet sotmossor, och familjen Andreaeaceae. Arten är reproducerande i Sverige. Inga underarter finns listade i Catalogue of Life.